# Nhà thờ St. Stanislaus và St. Wenceslaus, Świdnica
Nhà thờ St. Stanislaus và St. Wenceslaus  (tiếng Ba Lan: Katedra św. Stanisława i św. Wacława), còn được gọi là Nhà thờ Świdnica, là một di tích lịch sử và là một tòa nhà Công giáo chính ở Świdnica, Ba Lan.
Việc xây dựng nhà thờ hiện tại bắt đầu vào năm 1330 theo lệnh của Công tước Bolko II của Świdnica, sau một vụ hỏa hoạn đã phá hủy một tòa nhà gỗ đứng đó. Tòa nhà mới, theo phong cách kiến trúc Gô-tích, được thiết kế như một vương cung thánh đường ba tầng với một tòa tháp gothic thanh mảnh có chiều cao 102 mét, lớn nhất trong khu vực. Từ năm 1400 đến 1410, tòa nhà được mở rộng. Trong những năm 1535-1546, nhà thờ đã bị hủy bỏ sau khi nó bị hư hại nặng nề trong trận hỏa hoạn năm 1532. Từ 1561 đến 1629, nhà thờ thuộc sở hữu của Kháng Cách. Từ năm 1662, nó thuộc về Dòng Tên, những người trong những năm 1671-1688 đã thêm vào đó các trang trí nội thất và đồ trang trí baroque vẫn đặc trưng cho nội thất của nó. Với việc trục xuất dần dần Dòng Tên của Phổ Silesia, nhà thờ đã bị thế tục hóa vào năm 1772 và chính quyền Phổ đã chuyển đổi nó thành một nhà kho. Nhà thờ được cải tạo từ năm 1893 đến 1895  nhưng mất đi nhiều đặc điểm kiến trúc ban đầu của nó. Vào ngày 25 tháng 3 năm 2004, với sắc lệnh Multos fructus, của Giáo hoàng John Paul II, đã thành lập Giáo phận Công giáo Świdnica, và tòa nhà trở thành thánh đường.

## Xem thêm

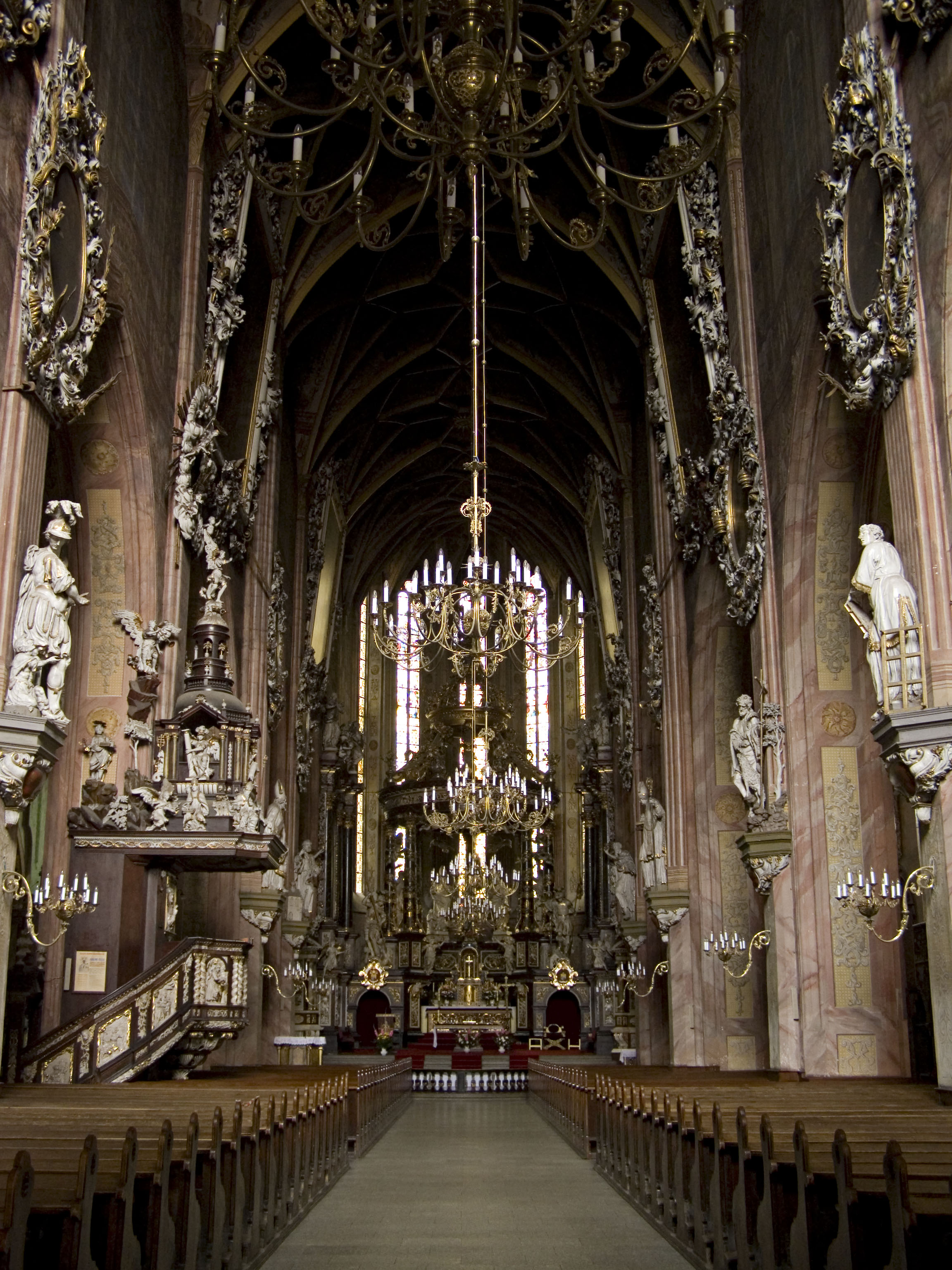
Nội thất bên trong